# Megaselia malayae
Megaselia malayae är en tvåvingeart som beskrevs av Borgmeier 1967. Megaselia malayae ingår i släktet Megaselia och familjen puckelflugor. Inga underarter finns listade i Catalogue of Life.